# Schizophthirus graphiuri
Schizophthirus graphiuri är en insektsart som beskrevs av Ferris 1922. Schizophthirus graphiuri ingår i släktet Schizophthirus och familjen gnagarlöss. Inga underarter finns listade i Catalogue of Life.